# Богуславский, Эдвард (композитор)
Эдвард Богуславский (пол. Edward Bogusławski; 22 сентября 1940, Хожув — 23 мая 2003, Катовице) — польский композитор.
Окончил консерваторию в Катовице в 1966 г., ученик Болеслава Шабельского. Затем совершенствовался в Вене под руководством Романа Хаубенштока-Рамати. В 1966, 1970 и 1972 гг. выигрывал композиторский конкурс имени Малявского в Кракове, в 1975 г. получил первую премию национального конкурса композиции к 30-летию освобождения Варшавы.
Автор камерной оперы «Соната Вельзевула» (пол. Sonata Belzebuba; 1977, по Ст. И. Виткевичу), оратории «Песнь о нашей земле» (пол. Pieśń o ziemi naszej; 1982, по В. Полю), Реквиема (1995—1996), Симфонии для хора и оркестра (1970). Для солистов и оркестра написал фортепианный концерт (1980—1981), концертную симфонию (1982) и симфоническую поэму «Полония» (1983—1984) для скрипки, гитарный (1991—1992) и органный (1996) концерты, концерт-фантазию для контрабаса и струнных (1999). Богуславскому принадлежит значительное количество других симфонических, камерных и хоровых произведений.
Преподавал в консерватории в Катовице с 1963 г., с 1983 г. профессор, в 1971—1975 и 1990—1996 гг. декан композиторского факультета. В 1985—1987 гг. входил в комиссию по творческому образованию польского Министерства культуры и искусства.